# IC 1823
IC 1823 је спирална галаксија у сазвјежђу Троугао која се налази на листи објеката дубоког неба у Индекс каталогу.
Деклинација објекта је + 32° 4' 13" а ректасцензија 2h 38m 36,9s. Привидна величина (магнитуда) објекта IC 1823 износи 13,8 а фотографска магнитуда 14,5. IC 1823 је још познат и под ознакама UGC 2125, MCG 5-7-24, CGCG 505-27, NPM1G +31.0077, IRAS 02356+3151, PGC 10013.